# Мейл, Питер
Питер Мейл (англ. Peter Mayle, 14 июня 1939 — 18 января 2018) — английский писатель, известный благодаря своей серии книг, подробно рассказывающей о жизни во французской провинции Прованс.

## Биография
Питер Мейл родился в Брайтоне (Великобритания), проработал пятнадцать лет в рекламной отрасли, но оставил этот бизнес в 1975 году для того, чтобы писать образовательные книги, в том числе серии по вопросам полового воспитания детей и молодежи.
Его книга «1989 года Год в Провансе» (англ.) стала международным бестселлером. В ней описан год жизни автора, как британского экспатрианта в Mенербе, деревне в южном департаменте Воклюз. Книги Питера Мейла были переведены более чем на двадцать языков. Также он писал статьи для журналов и газет.
Питер Мейл жил в Лурмарене, расположенном в Любероне в Провансе, Франция
По итогам Национальной британской книжной премии (англ.) «Год в Провансе» был назван лучшей туристической книгой 1989 года, а Питер Мейл — лучшим автором 1992 года. С 2002 года кавалер ордена Почетного легиона.
«Год в Провансе» был экранизирован в качестве телесериала в 1993 году с Джоном Тоу в главной роли. Роман Питера Мейла «Хороший год» (англ. A Good Year) стал основой для одноименного фильма 2006 года. Режиссёр картины — Ридли Скотт, в главной роли — Рассел Кроу.